# Vassili Soloviov-Sedoï
Vassili Pavlovitch Soloviov-Sedoï (en russe : Василий Павлович Соловьёв-Седой), né le 25 avril 1907 à Saint-Pétersbourg, décédé le 2 décembre 1979 à Léningrad, est un compositeur soviétique et russe.

## Biographie
Il étudie jusqu'en 1936 au conservatoire de Léningrad et écrit de nombreux chants, mélodies et musiques de film. 
Sa mélodie la plus connue demeure Les Nuits de Moscou. Il a aussi composé En route, ainsi que Les Rossignols  et Nous ne sommes pas rentrés depuis longtemps, sur des paroles d'Alexeï Fatianov.
Au cours de sa carrière, il obtient deux fois le prix Staline ainsi que le titre d'Artiste du peuple de l'URSS.

### Compositions
- Un soir sur le bateau
- Les Nuits de Moscou
- En route
- Les Rossignols
- Nous ne sommes pas rentrés depuis longtemps

## Source
- (de) Cet article est partiellement ou en totalité issu de l’article de Wikipédia en allemand intitulé « Wassili Pawlowitsch Solowjow-Sedoi » (voir la liste des auteurs).